# Dawn Explosion
Dawn Explosion es el tercer y último álbum de Captain Beyond, lanzado en 1977 por Warner Bros.
El cantante original del grupo, Rod Evans, fue reemplazado por Willy Daffern para este disco, mientras que el batería original Bobby Caldwell volvió al grupo para esta grabación.

## Lista de canciones
Lado A
1. "Do or Die" (Rhino, Bobby Caldwell, Willy Daffern)
2. "Icarus" (Rhino, Caldwell, Lee Dorman)
3. "Sweet Dreams" (Rhino, Caldwell, Dorman)
4. "Fantasy" (Rhino, Caldwell, Daffern)

Lado B
1. "Breath of Fire, Part 1 & Part 2" (Rhino, Caldwell, Daffern)
2. "If You Please" (Rhino, Caldwell, Daffern, Dorman)
3. "Midnight Memories" (Rhino)
4. "Oblivion" (Rhino, Caldwell, Dorman)

## Personal
- Willy Daffern – voz
- Larry Reinhardt – guitarra
- Lee Dorman – bajo, voces, cuerdas
- Bobby Caldwell – batería, voces